# Des Walker
Desmond "Des" Sinclair Walker (Londres, Inglaterra, 26 de noviembre de 1965) es un ex-futbolista inglés, se desempeñaba como defensa y se retiró en 2004. Jugó hasta 59 partidos con la selección de fútbol de Inglaterra.

## Clubes
| Club                | País       | Año         | Partidos | Goles |
| Nottingham Forest   | Inglaterra | 1984 - 1992 | 264      | 1     |
| UC Sampdoria        | Italia     | 1992 - 1993 | 30       | 0     |
| Sheffield Wednesday | Inglaterra | 1993 - 2001 | 309      | 0     |
| Nottingham Forest   | Inglaterra | 2001 - 2004 | 57       | 0     |

## Palmarés
Nottingham Forest FC
- Carling Cup: 1989, 1990

- Datos: Q709059